# Luigi R. Einaudi
 (février 2025).
Si vous disposez d'ouvrages ou d'articles de référence ou si vous connaissez des sites web de qualité traitant du thème abordé ici, merci de compléter l'article en donnant les références utiles à sa vérifiabilité et en les liant à la section « Notes et références ».
Luigi Roberto Einaudi (né le 1er mars 1936) est un diplomate américain. Il a été par intérim, secrétaire de l'Organisation des États américains (OEA) de 2004 à 2005, à la suite de la démission du secrétaire général Miguel Ángel Rodríguez.